# Franz Eduard Suess
Franz Eduard Suess (auch: Franz Eduard Sueß; * 7. Oktober 1867,  in Wien, Österreich-Ungarn; † 25. Januar 1941 ebenda) war ein österreichischer Geologe. Er war Sohn von Eduard Suess. Sein Sohn war der physikalische Chemiker und Kernphysiker Hans E. Suess (1909–1993).
Suess war von 1908 bis 1910 Professor an der Technischen Hochschule in Prag und von 1911 bis 1938 Professor an der Universität Wien. Als ordentliches Mitglied der Akademie der Wissenschaften in Wien wurde er am 2. Dezember 1939 durch einen Erlass des Reichserziehungsministers aus rassistischen Gründen, er hatte eine jüdische Großmutter, gestrichen.
Seine Forschungen betrafen kristalline Grundgebirge, insbesondere die Böhmische Masse. Außerdem forschte er auf dem Gebiet der Hydrogeologie und über Moldavite.
Suess führte den Begriff Tektit in die wissenschaftliche Literatur ein.
Der Asteroid (12002) Suess wurde nach ihm benannt.